# Луди Романи
Ludi Romani (лат.:Римски игри), също наричани и Ludi Magni (лат.: за 'големи игри') са от най-старите празници на римския култ в Древен Рим.
Те се празнували от 366 пр.н.е. в чест на бог Юпитер (epulum Iovis). Продължителността им постепенно нараства и накрая игрите се провеждат от 5 до 19 септември. След смъртта на Гай Юлий Цезар се добавя още един ден, 4 септември, в негова чест.
Организатор на игрите и на култовата храна за празника е жреческата колегия Septemviri epulonum („Седем мъже за култовата храна“).